# Béres Tamás
Béres Tamás (Szentes, 1979. június 24. –) HUBBY-díjas magyar író, szerkesztő, szociológus, tanár. A Nyíregyházi Egyetem munkatársa, jelenleg Nyíregyházán él.

## Élete
18 éves koráig Derekegyházán élt szüleivel és öccsével. Általános iskolába Derekegyházon járt, majd a szentesi Boros Sámuel Közgazdasági és Egészségügyi Szakközépiskolában tanult, itt érettségizett 1997-ben. 1997-től Nyíregyházán él. 1997-től a Bessenyei György Tanárképző Főiskola (2000-től Nyíregyházi Főiskola) magyar nyelv és irodalom tanár-művelődésszervezés szakán tanul, 1998-2001 között HÖT elnök, 2001-ben szerez diplomát. 2001-2005 között a Debreceni Egyetemen szerez szociológusi és humánmenedzser diplomát.  
További egyetemi végzettségei: magyar nyelv és irodalom mesterszakos tanár (Nyíregyházi Főiskola, 2009.), közoktatásvezetői szakvizsga (Budapesti Műszaki Egyetem, 2014.), 2021-től a Debreceni Egyetem Neveléstudományi Doktori Iskolájában tanul. 2001-től a Nyíregyházi Főiskola pr- és kommunikációs referense, a Főiskolai-, majd Egyetemi Tükör lap szerkesztője, a Campus Rádió szerkesztője (2005-2013), 2021-től a Nyíregyházi Egyetem Kommunikációs- és Marketing Irodájának irodavezetője. 
2015-2019 között A Vörös Postakocsi Folyóirat lapmenedzsere, 2016-tól a Szabolcs-Szatmár-Beregi Szemle szerkesztője. 1999-ben szerkesztője a Nyíregyházi Fiatalok Irodalmi Antológiájának. Szerkesztői munkái még: Karácsony (Szenteste előtt...) művészeti antológia (Nyíregyháza, 2009), Szívburokszatyor, a Kamasz Terasz Műhely Antológiája (Nyíregyháza, 2023, Móricz Zsigmond Városi és Megyei Könyvtár). Önálló kötetei: Csücskök (novellák, 2008), Vándorút (novellafüzér, 2016), Igric nagyi (mesekönyv, 2019, 2024), Zöldségeskönyv (novellák, 2021), Kalandmesekönyv (mesekönyv, 2023), Igric nagyi a városban (mesekönyv, 2024).
2017-ben az Apám illata című írásért (Jelen! antológia, MÓRA-JAK) megosztott HUBBY-díjat kapott (ifjúsági irodalom kategóriában). Írásai, novellái, interjúi többek között A Vörös Postakocsi, a Bárka, a Kalligram, a litera.hu, a spanyolnatha.hu és a Partium folyóiratokban jelentek meg. 2017-óta Nagy Zsuka költővel közösen tartanak irodalmi-művészeti foglalkozásokat Kamasz Terasz néven a nyíregyházi Móricz Zsigmond Városi és Megyei Könyvtárban általános és középiskolás fiatalok számára.
Szociológiai, neveléstudományi kutatásai középpontjában az oktatás, felsőoktatás, ifjúság- és olvasásszociológia, valamint az egyetemi környezeti és fenntarthatósági nevelés kérdései állnak.
A Szabolcs-Szatmár-Bereg Megyei Írók Társaságának (megszűnt) alapító tagja. A JAK tagja (megszűnt). A Magyar Szociológiai Társaság, a Magyar Nevelés- és Oktatáskutatók Egyesületének (HERA) tagja. 

## Művei
- Csücskök (esszék, novellák, Krúdy Könyvkiadó, Nyíregyháza, 2008)
- Vándorút (novellafüzér, novellák, Krúdy Könyvkiadó, Nyíregyháza, 2016)
- Igric nagyi (mesekönyv, Takács Viktória rajzaival, Igrice Néptáncegyesület, Nyíregyháza, 2019)
- Zöldségeskönyv (novellák, Aranyász Zita grafikáival, Móricz Zsigmond Megyei és Városi Könyvtár, Tiszta Szívvel Füzetek II., Nyíregyháza, 2021)
- Kalandmesekönyv (mesekönyv, SzSzBMFÜ, Nyíregyháza, 2023)
- Igric nagyi a városban (mesekönyv, Igric Könyvek Kiadó, Nyíregyháza, 2024)

## Szerkesztései
- Nyíregyházi Fiatalok Irodalmi Antológiája (Bessenyei Könyvkiadó, Nyíregyháza, 1999.) (szerkesztő)
- Karácsony (Szenteste előtt..) művészeti antológia (Bessenyei Könyvkiadó, Nyíregyháza, 2009.) (szerkesztő)
- Szívburokszatyor – A Kamasz Terasz alkotóinak irodalmi antológiája (Móricz Zsigmond Megyei és Városi Könyvtár, Nyíregyháza, 2023.) / Tiszta szívvel füzetek, Új sorozat III. (szerkesztő Nagy Zsukával közösen)

## Díjai
- HUBBY-díj (2016)
- Szabolcs-Szatmár-Bereg vármegyei Príma Díj – Nyíregyháza város különdíja (magyar irodalom kategória) (2023)